# Moldávia nos Jogos Olímpicos de Inverno de 2010

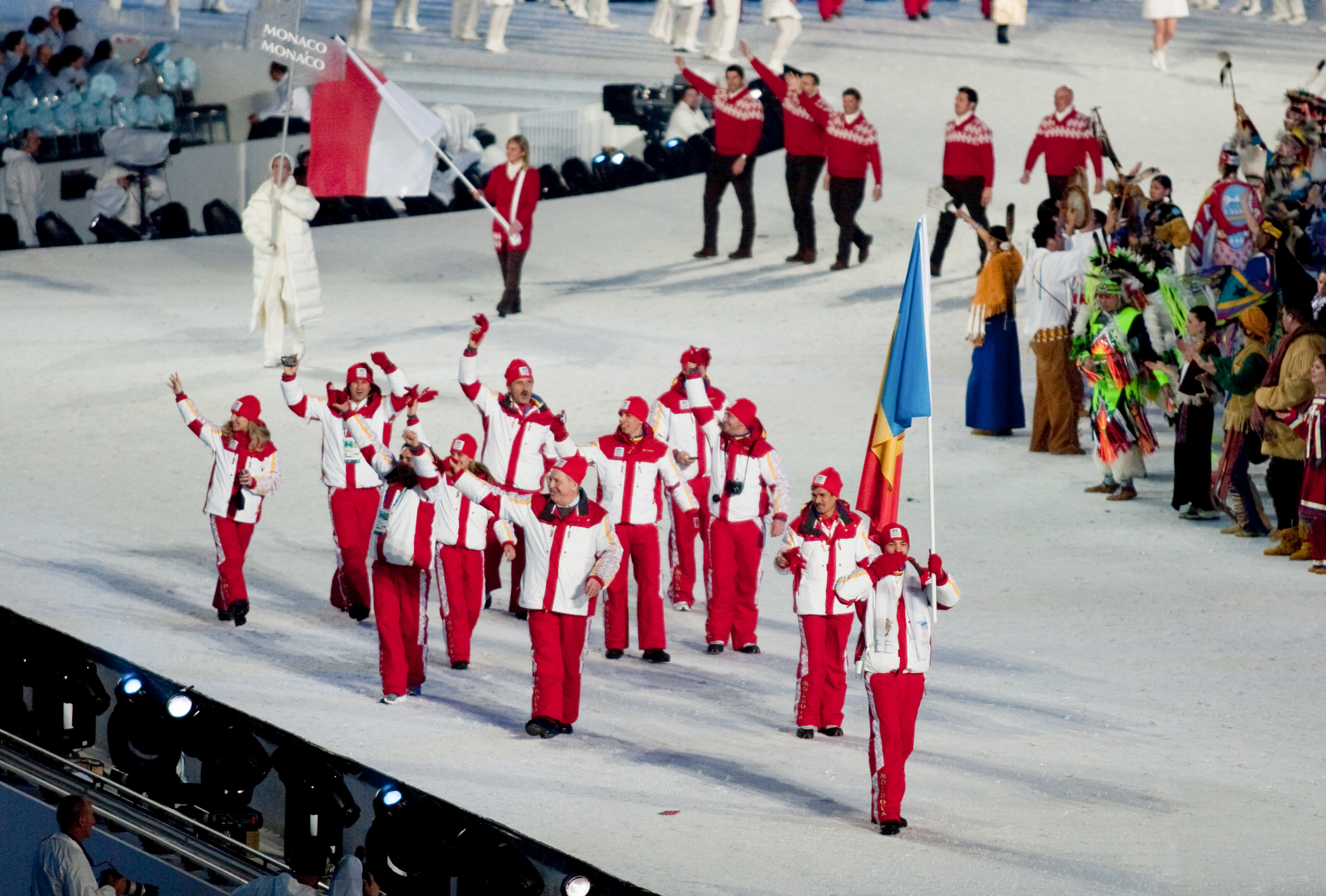
Delegação moldávia durante a cerimônia de abertura.

A Moldávia participou dos Jogos Olímpicos de Inverno de 2010, realizados na cidade de Vancouver, no Canadá. Foi a quinta aparição do país em Olimpíadas de Inverno.

## Desempenho

### Biatlo
Feminino
| Atleta              | Evento      | Final   | Final       | Final   |
| Atleta              | Evento      | Tempo   | Penalidades | Posição |
| ------------------- | ----------- | ------- | ----------- | ------- |
| Natalia Levchenkova | Velocidade  | 22:18.2 | 2 (1+1)     | 53º     |
| Natalia Levchenkova | Perseguição | 37:38.5 | 4 (1+0+0+3) | 56º     |
| Natalia Levchenkova | Individual  | 44:34.9 | 2 (0+1+1+0) | 37º     |

Masculino
| Atleta         | Evento     | Final   | Final       | Final   |
| Atleta         | Evento     | Tempo   | Penalidades | Posição |
| -------------- | ---------- | ------- | ----------- | ------- |
| Victor Pînzaru | Velocidade | 27:52.6 | 1 (1+0)     | 70º     |
| Victor Pînzaru | Individual | 58:42.6 | 3 (0+1+0+2) | 85º     |

### Esqui alpino
Masculino
| Atleta          | Evento         | Corrida 1 | Corrida 2 | Total   | Pos. |
| --------------- | -------------- | --------- | --------- | ------- | ---- |
| Urs Imboden     | Slalom         | DNF       | DNF       | DNF     | DNF  |
| Christophe Roux | Slalom         | 51.90     | 53.85     | 1:45.75 | 28º  |
| Christophe Roux | Slalom gigante | 1:22.70   | 1:24.42   | 2:47.12 | 44º  |

### Esqui cross-country
Feminino
| Atleta              | Evento      | Final   | Final |
| Atleta              | Evento      | Tempo   | Pos.  |
| ------------------- | ----------- | ------- | ----- |
| Alexandra Camenscic | 10 km livre | 31:01.0 | 70º   |

Masculino
| Atleta       | Evento      | Final   | Final |
| Atleta       | Evento      | Tempo   | Pos.  |
| ------------ | ----------- | ------- | ----- |
| Sergiu Balan | 15 km livre | 42:12.1 | 86º   |

### Luge
Masculino
| Atleta         | Evento     | Final      | Final      | Final      | Final      | Final    | Final |
| Atleta         | Evento     | 1ª corrida | 2ª corrida | 3ª corrida | 4ª corrida | Total    | Pos.  |
| -------------- | ---------- | ---------- | ---------- | ---------- | ---------- | -------- | ----- |
| Bogdan Macovei | Individual | 50.325     | 50.175     | 50.423     | 50.331     | 3:21.354 | 33º   |

Legenda
| Recorde mundial      | Recorde mundial (World record)               |                       | Recorde africano                      | Recorde africano (African) |                                           | Q | Classificado por posição (Qualified) |
| Recorde olímpico     | Recorde olímpico (Olympic record)            | Recorde da América    | Recorde da América (Americas)         | q                          | Classificado por melhor tempo (Qualified) |   |                                      |
| Melhor marca do ano  | Melhor marca do ano (World leading)          | Recorde asiático      | Recorde asiático (Asian)              | DNS                        | Não largou (Did not start)                |   |                                      |
| Recorde nacional     | Recorde nacional (National record)           | Recorde europeu       | Recorde europeu (European)            | DNF                        | Não terminou (Did not finish)             |   |                                      |
| Recorde pessoal      | Recorde pessoal do atleta (Personal best)    | Recorde da Oceania    | Recorde da Oceania (Oceania)          | DSQ / DQ                   | Desclassificado (Disqualified)            |   |                                      |
| Recorde da temporada | Recorde da temporada do atleta (Season best) | Recorde sul-americano | Recorde sul-americano (South America) | NM                         | Sem marca (No mark)                       |   |                                      |